# Viorica Antonescu
Viorica Antonescu, coniugata Niculescu (6 aprile 1934 – 2008), è stata una cestista rumena.
Era la moglie di Dan Niculescu.

## Carriera
Con la Romania ha disputato i Campionati del mondo del 1959 e cinque edizioni dei Campionati europei (1956, 1960, 1962, 1964, 1966).